# La regina del carbone
La regina del carbone è un film muto italiano del 1919 diretto da Gennaro Righelli e Luciano Doria.